# La Neuville-Housset
La Neuville-Housset település Franciaország Pikárdia régiójában, Aisne megyében. Lakosainak száma 63 fő (2022. január 1.). La Neuville-Housset Berlancourt, Châtillon-lès-Sons, Chevennes, Housset, Marfontaine és Marle községekkel határos.

## Népesség
A település népességének változása:
| Lakosok száma | 95   | 66   | 63   | 61   | 62   | 64   | 67   | 66   | 66   | 63   |
|               | 1968 | 1982 | 1990 | 2006 | 2013 | 2015 | 2017 | 2019 | 2020 | 2022 |

## Gazdaság
2010-ben a munkaképes korú lakosság (15-64 év között, 37 fő) köréből  22 fő volt gazdaságilag aktív. A gazdaságilag nem aktívak közül 7 diák, 2 fő nyugdíjas volt.